# Finnischer Lapphund
Der Finnische Lapphund ist eine von der FCI anerkannte finnische Hunderasse (FCI-Gruppe 5, Sektion 3, Standard Nr. 189), die zu den Hütehunden gezählt wird.

## Herkunft und Geschichtliches
Die Herkunft des Finnischen Lapphunds ist nicht genau geklärt. Die erste Rassendefinition des Finnischen Lapphunds stammt aus dem Jahr 1945, wo der Name der Rasse noch Lappischer Schäferhund war. Die Hunde waren größer als die heutige Rasse und ähnelten dem Belgischen Schäferhund. In den 1960er Jahren wurden der Lappische Rentierhund und der Lapphund in separaten Rassen getrennt. Beim heutigen Finnischen Lapphund ist noch deutlich der Einfluss der Hunde aus dem Finnischen Zwinger Peski aus den 1970er Jahren zu spüren. Der offizielle Name der Rasse ist seit 1993 Finnischer Lapphund. Der Standard ist zuletzt im Jahr 1996 erneuert worden.

## Beschreibung

### Aussehen
Der Finnische Lapphund ist mittelgroß und kräftig gebaut, die Körperlänge übertrifft die Widerristhöhe. Die ideale Größe für Rüden ist 49 cm und für Hündinnen 44 cm, eine Toleranz von 3 cm in beide Richtungen ist vorhanden. Generell gilt: Der Typ ist wichtiger als die Größe. Besonders typvolle Rassevertreter können also geringfügig von den Größenvorgaben abweichen. Der Finnische Lapphund wiegt 12–25 Kilogramm. Er erinnert leicht an einen kleinen Bären.
Das Fell ist sehr dicht und lang. Unter dem anliegenden, wetterfesten Deckhaar trägt der Hund eine dichte und feine Unterwolle. Alle Fellfarben sind erlaubt, die Grundfarbe muss aber vorherrschen. Üblich sind beispielsweise schwarze Felle mit Abzeichen, der Lapphund kann aber auch braun, creme oder wolfsgrau sein. Er zeichnet sich durch eine besondere Farbvielfalt aus. Die Ohren trägt er aufrecht oder halb aufrecht, sie sind sehr beweglich. Der Finnische Lapphund ist leicht als arktische Hunderasse zu erkennen.
Die Rute wird über dem Rücken getragen. In der Ruhe kann die Rute auch hängend getragen werden.

### Charakter
Der Finnische Lapphund ist in erster Linie sehr freundlich, menschenbezogen und kontaktfreudig. Er ist ein sehr friedfertiger Hund. Heutzutage ist er ein Familienhund, der für viele verschiedene Tätigkeiten zu begeistern ist. Er strahlt eine Ruhe und Gelassenheit aus und ist bei guter Sozialisation ein treuer Partner in jeder Lebenslage. Zudem ist er selbständig, demütig und hilfsbereit. Der Finnische Lapphund passt sich an unterschiedliche Verhältnisse an und ist absolut Wetterunempfindlich aufgrund seines nahezu wasserdichten Fells. Auch bei sommerlichen Temperaturen hat der Finnische Lapphund keine Probleme. Aktivitäten sollten aber in die Morgen- oder Abendstunden verlegt werden. Das Hüteverhalten ist meist nur noch wenig ausgeprägt und auch der Jagdinstinkt ist nur in einzelnen Hunden noch nennenswert vorhanden. Die meisten Lapphunde verfügen über wenig bis keinen Jagdtrieb und sind verträglich mit allen Tieren, wenn im jungen Alter mit der Sozialisierung begonnen wird.
Der Finnische Lapphund ist grundsätzlich interessiert an den Aktionen der Familie und möchte gern bei jeder Aktivität dabei sein. Er ist ein Begleiter in allen Lebenslagen und überaus anpassungsfähig. Er ist intelligent und aufgeweckt, lernt gerne und schnell. Man kann ihm keine übermäßige Bellfreudigkeit nachsagen. Generell ist er sehr ruhig und nicht so leicht aus der Ruhe zu bringen. Er bellt nur, wenn es tatsächlich einen Grund dazu gibt. Der Finnische Lapphund ist kein Kläffer und kommt nach Anschlagen schnell wieder zur Ruhe. Er ist ein sehr sozialer Hund, der sich in der Nähe von Menschen sehr wohlfühlt und diese Nähe sucht.
Der Finnische Lapphund ist immer bereit für Aktion. Mit seinem mutigen Charakter folgt er seinem Menschen in jeder Situation. Das Wesen soll ruhig und lernbegierig sein. Die Finnischen Lapphunde verhalten sich vertrauenswürdig.

## Verwendung
Seit Jahrhunderten ist der Finnische Lapphund der Arbeits- und Begleithund der Einwohner Lapplands und wird heutzutage gelegentlich noch als Schlittenhund und zum Treiben großer Rentierherden verwendet. Die große Mehrheit der Lapphunde wird jedoch fast ausschließlich als Gesellschaftshund verwendet und erfreut sich insbesondere in den Skandinavischen Ländern großer Beliebtheit. Seine ausgezeichneten Fähigkeiten in den verschiedenen Bereichen machen ihn zum idealen Familienhund. Man sieht ihn auch im Hundesport in Agility und Obedience.

## Gesundheit
Der Finnische Lapphund ist anfällig für die erbliche Augenerkrankung PRA, welche bei dieser Rasse auf dem PRCD-Locus in der Nähe des Zentromers des Chromosom 9 beruht. Ein Gentest ist verfügbar. Andere erbliche Defekte sind Degenerative Myelopathie (DM) und Morbus Pompe (auch bekannt als Glycogenspeicherkrankheit Typ II, GSD II), auch hierzu sind Gentest verfügbar. Weitere Erkrankungen sind Epilepsie, Hypothyreose (Schilddrüsenunterfunktion) und Hüftgelenksdysplasie (HD).